# 加里森敢死队
《游擊英雄》（英語：Garrison's Gorillas，台灣三度重播時另有譯名為《無敵突擊隊》、《五壯士》、《敵後突擊隊》）是一部1967年由美国广播公司播映的二十六集连续剧。受到了同年上映的这部电影的启发，讲述了美国陆军中尉加里森与他从监狱中选拔出的一批由流氓、小偷、强盗、杀人犯等囚犯所组成的敢死队，在第二次世界大战末期的欧洲执行的任务。由於1967年在美国首播时因收视率不佳，所以仅製作了一季。曾获得两项1968年度金球奖提名（最佳电视剧男主角—布兰登·波恩、最佳剧情电视系列剧）。

## 在台灣
- 本片於1968年2月9日～7月26日晚間21：30～22：30於台視首播，以原音播出。
- 1980年代於中視第三度重播時以《敵後突擊隊》為名改配中文配音，於週六午間「霹靂劇場」影集時段播出。

## 在中国大陆
1979年，本片在中国大陆播出，由上海电影译制厂译製。1980年10月起在中国中央电视台的译製片時段播放。但在播完第15集《利用磨擦》后，便中斷了后11集的播出，同一時段則改播朝鲜电影连续剧《无名英雄》。据报道《加里森敢死队》直接导致1983年的“严打”。后来中央电视台对当时停播所提出的理由是：「这部26集的连续剧播放一半时，被认为是一部打斗胡闹的纯娱乐片，没有多少艺术价值而停播。」本片也促成了中国的第一部电视连续剧《敌营十八年》的拍摄。剩下的这11集，之后零星在各地的录像厅地下播放，直到1992年才陆续地在各大电视台播完。
由於本片深受广大收视者的喜爱，在中国大陆演变成为一部所謂的「邪典影剧」。

## 角色与演员
以下中文配音員資料均指中國大陆播映版本。

### 敢死队成员
- “队长”（绰号：“头儿”）加里森中尉（Lt. Craig Garrison）由朗·哈柏（Ron Harper）饰演，西点军校毕业生，美国陆军情报部中尉，敢死队队长。（配音：童自荣）
- “戏子”（Actor）由塞萨·達诺瓦（Cesare Danova）饰演，一名诈骗犯，精通多种语言。他的特长是化妆与扮演。（配音：乔榛）
- “卡西诺”（Casino）由鲁迪·索拉里（Rudy Solari）饰演，一名惯盗，精通保险柜锁，对爆炸物也有一些了解。（配音：杨成纯）
- “酋长”（Chief）由布兰登·波恩（Brendon Boone）饰演，一名杀人犯，他的特长是飞刀、机械修理和驾驶。（配音：施融）
- “高尼夫”（一译“高涅夫”、“哥里弗”）（Goniff）由克里斯多佛·凱利（Christopher Cary）饰演，一名扒手神偷。（配音：尚华）
- “準成员”惠勒（Wheeler）由特利·薩瓦拉斯（Telly Savalas）饰演，一名杀人犯，因贪财在第一集中死于“酋长”刀下。

## 剧集列表
| 序号 | 剧名           | 首播日期（美国广播电台） |
| ---- | -------------- | ------------------------ |
| 1    | 兵不厌诈（the Big Con）   | 1967年9月6日             |
| 2    | 越狱记（Breakout）     | 1967年9月13日            |
| 3    | 寻孤救孤（the Grab）   | 1967年9月19日            |
| 4    | 声东击西（Banker's Hours）   | 1967年9月26日            |
| 5    | 画廊谍影（48 Hours to Doomsday）   | 1967年10月3日            |
| 6    | 奇盗（）       | 1967年10月10日           |
| 7    | 冒死顶替（the Deadly Masquerade）   | 1967年10月17日           |
| 8    | 虎口余生（Now I Lay Me Down to Die）   | 1967年10月24日           |
| 9    | 烈火行动（Operation Hellfire）   | 1967年10月31日           |
| 10   | 将计就计（Thieves' Holiday）   | 1967年11月7日            |
| 11   | 奇袭雷达站（20 Gallons to Kill） | 1967年11月14日           |
| 12   | 利用磨擦（Friendly Enemies）   | 1967年11月21日           |
| 13   | 黑市之迷（Black Market）   | 1967年11月28日           |
| 14   | 乱中取胜（the Great Crime Wave）   | 1967年12月5日            |
| 15   | 虎穴盗令（the Magnificent Forger）   | 1968年12月19日           |
| 16   | 绝路求生（the Expendables）   | 1967年12月26日           |
| 17   | 战争游戏（War Games）   | 1968年1月2日             |
| 18   | 死里逃生（Run From Death）   | 1967年1月9日             |
| 19   | 死刑（）       | 1968年1月16日            |
| 20   | 弥天大谎（the Big Lie）   | 1968年1月23日            |
| 21   | 逃离恐怖（Ride of Terror）   | 1968年1月30日            |
| 22   | 绑架元帅（War and Crime）   | 1968年2月13日            |
| 23   | 暗杀计划（the Plot to Kill）   | 1968年2月20日            |
| 24   | 巧计离间（the Frame-Up）   | 1968年2月27日            |
| 25   | 宝石（）       | 1968年3月5日             |
| 26   | 定时炸弹（Time Bomb）   | 1968年3月12日            |